# Damiano
Damiano  è un nome proprio di persona italiano maschile.

## Varianti
- Maschili: Addamiano[2]
- Femminili: Damiana[1][2][6][7]

### Varianti in altre lingue
- Basco: Damen[8]
- Bulgaro: Дамян (Damjan)[3]
- Catalano: Damià[8]
- Ceco: Damián[3]
- Croato: Damjan[3]
- Francese: Damien[3][4]
- Greco antico: Δαμιανός (Damianòs)[1][3][4]
- Inglese: Damian[3][4], Damien[4], Damion[3]
- Latino: Damianus[1][3][4]
- Macedone: Дамјан (Damjan)[3]
  - Femminili: Дамјана (Damjana)[7]
- Olandese: Damian[3], Damiaan[3]
- Polacco: Damian[3][4]
- Portoghese: Damião[3]
- Rumeno: Damian[3][4]
- Russo: Демьян (Dem'jan)[3][4]
- Serbo: Дамјан (Damjan)[3]
  - Femminili: Дамјана (Damjana)[7]
- Sloveno: Damjan[3], Damijan[3]
  - Femminili: Damjana[7], Damijana[7]
- Spagnolo: Damián[3][8], Damiano[8]
- Tedesco: Damian[4]
- Ucraino: Дем'ян (Dem'jan)[3]

## Origine e diffusione
Deriva da Damianus, un nome latino attestato solo a partire dal III secolo, in epoca cristiana (la prima occorrenza giunta sino a noi è dell'anno 201 d.C.), che aveva un suo corrispondente nel nome greco Δαμιανός (Damianòs), anch'esso documentato piuttosto tardi. Il nome latino potrebbe essere derivato da quello greco, oppure viceversa, oppure ciascuno dei due potrebbe essere una formazione secondaria da un altro nome, Damius nel caso del latino, e Δαμιός (Damios) nel caso del greco. 
L'etimologia, ad ogni modo, è dibattuta; l'ipotesi più accreditata è che Damios/Damianos sia tratto dal verbo δαμαω (damao) o δαμάζω (damàzho), che vuol dire "domare", "sottomettere", anche come derivato da altri nomi greci che lo contenevano, come Άνδροδάμας (Androdámas), Ίπποδάμας (Hippodámas) e Λεωδάμας (Leodámas); dalla stessa radice derivano anche in nomi Damaso e Admeto; in tal caso, il significato può essere interpretato come "domatore". Tra le altre ipotesi, Damiano è stato ricondotto anche a δαμος (damos), la forma dorica di δημος  (demos, "gente", "popolo"), quindi "uomo del popolo", a Damia, un nome della Bona Dea, o anche a Damia, una divinità greca della fertilità poi identificata con Cerere o con Cibele.
La diffusione del nome nell'Europa cristiana è dovuta specialmente al culto verso san Damiano, il medico venerato, assieme con il fratello san Cosma, soprattutto nell'Oriente cristiano. In Italia, dove è sostenuto anche dalla fama del patriota Damiano Chiesa, è attestato in tutto il territorio, ma con maggiore forza al Sud (di cui è tipica la rara variante Addamiano, rafforzata con il prefisso prostetico ad-); negli anni settanta si contavano circa tredicimila occorrenze del nome, più altre tremila abbondanti per la forma femminile.

## Onomastico

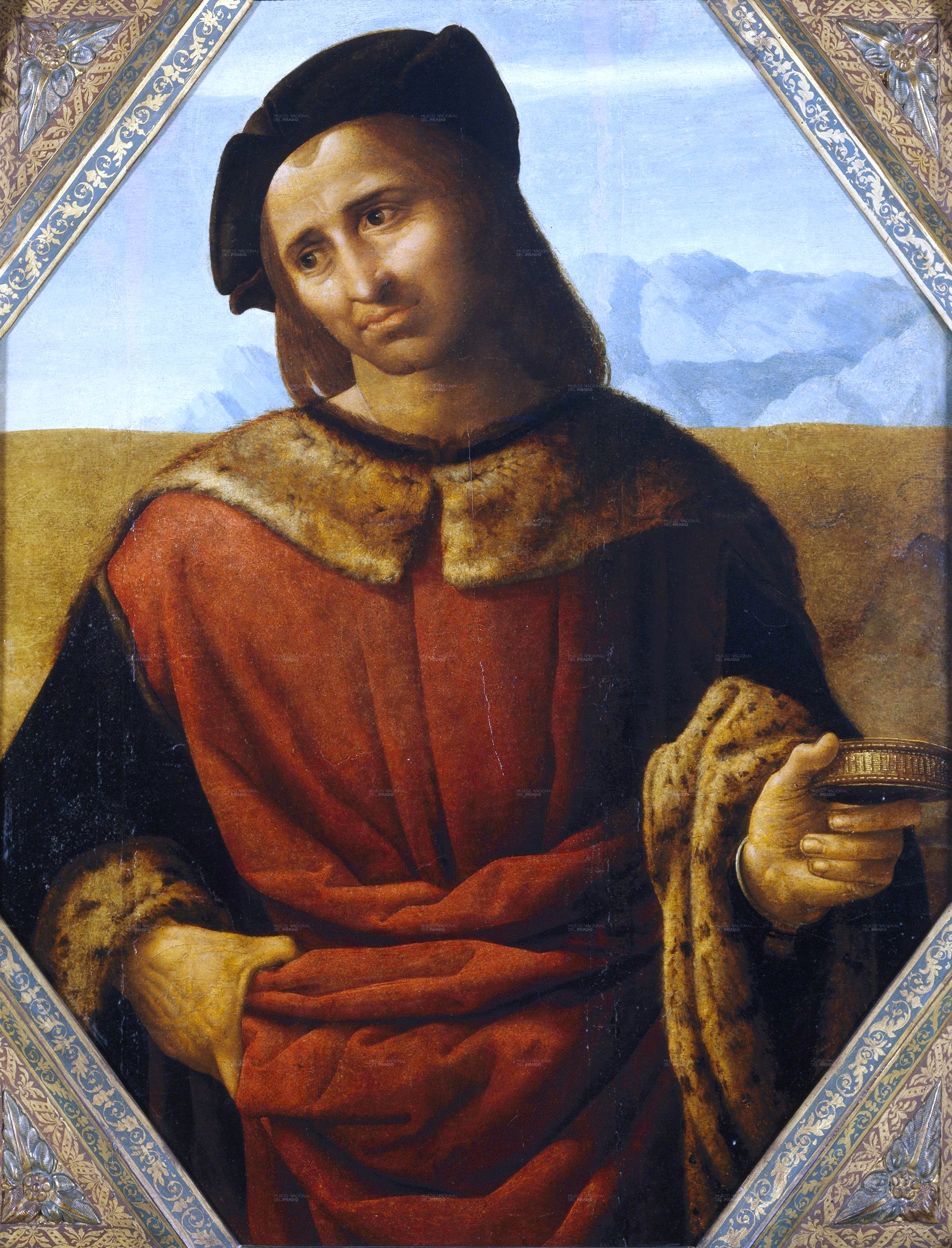
San Damiano in un dipinto di Fernando Yáñez de la Almedina

L'onomastico viene festeggiato solitamente il 26 settembre in onore di san Damiano, martire, venerato assieme al fratello Cosma. Si ricordano con questo nome anche, alle date seguenti:
- 12 febbraio, san Damiano, soldato, martire in Africa[1][5][9][10]
- 12 febbraio, san Damiano, martire a Roma, le cui reliquie sono venerate a Salamanca[1][9][10]
- 23 febbraio, san Damiano, anacoreta in Siria[1]
- 16 marzo, san Damiano, diacono, martire a Terracina[1][9]
- 12 aprile, san Damiano, vescovo di Pavia[1][5][9][10]
- 15 aprile (o 10 maggio), san Damiano de Veuster, missionario belga tra i lebbrosi a Molokai, patrono delle Hawaii[9][10]
- 16 maggio, san Damiano, martire in Abruzzo[1]
- 24 maggio, san Damiano Nam Myong-Hyok, catechista, uno dei martiri di Corea[10]
- 26 maggio, san Damiano, missionario romano inviato in Gran Bretagna da papa Eleuterio[10]
- 1º giugno (o 17 ottobre), san Damiano, sacerdote in Scozia[1][10]
- 16 agosto, san Damiano, martire ad Antiochia[1]
- 8 novembre, san Damiano, martire a Nicomedia[1]

Si ricordano inoltre diversi beati, alle date seguenti:
- 30 marzo, beato Damiano, eremita camaldolese[9]
- 11 giugno, beato Damião Vaz, membro dell'Ordine di Santiago, martire in Spagna sotto i Mori[10]
- 28 giugno, beato Damiano di Campania, religioso francescano[10]
- 4 luglio, beato Damiano Grassi da Rivoli, domenicano[9][10]
- 19 agosto, beato Damián Gómez Jiménez, sacerdote, martire a Puerto del Pico, uno dei martiri della guerra civile spagnola[10]
- 3 ottobre, beato Damiano de Portu, mercedario di Lerida[9][10]
- 26 ottobre, beato Damiano da Finale, domenicano[9][10]
- 11 novembre, beato Damián Rodríguez Pablo, carmelitano scalzo, uno dei martiri della guerra civile spagno, ucciso a Torredembarra[10]

## Persone

Damiano Chiesa

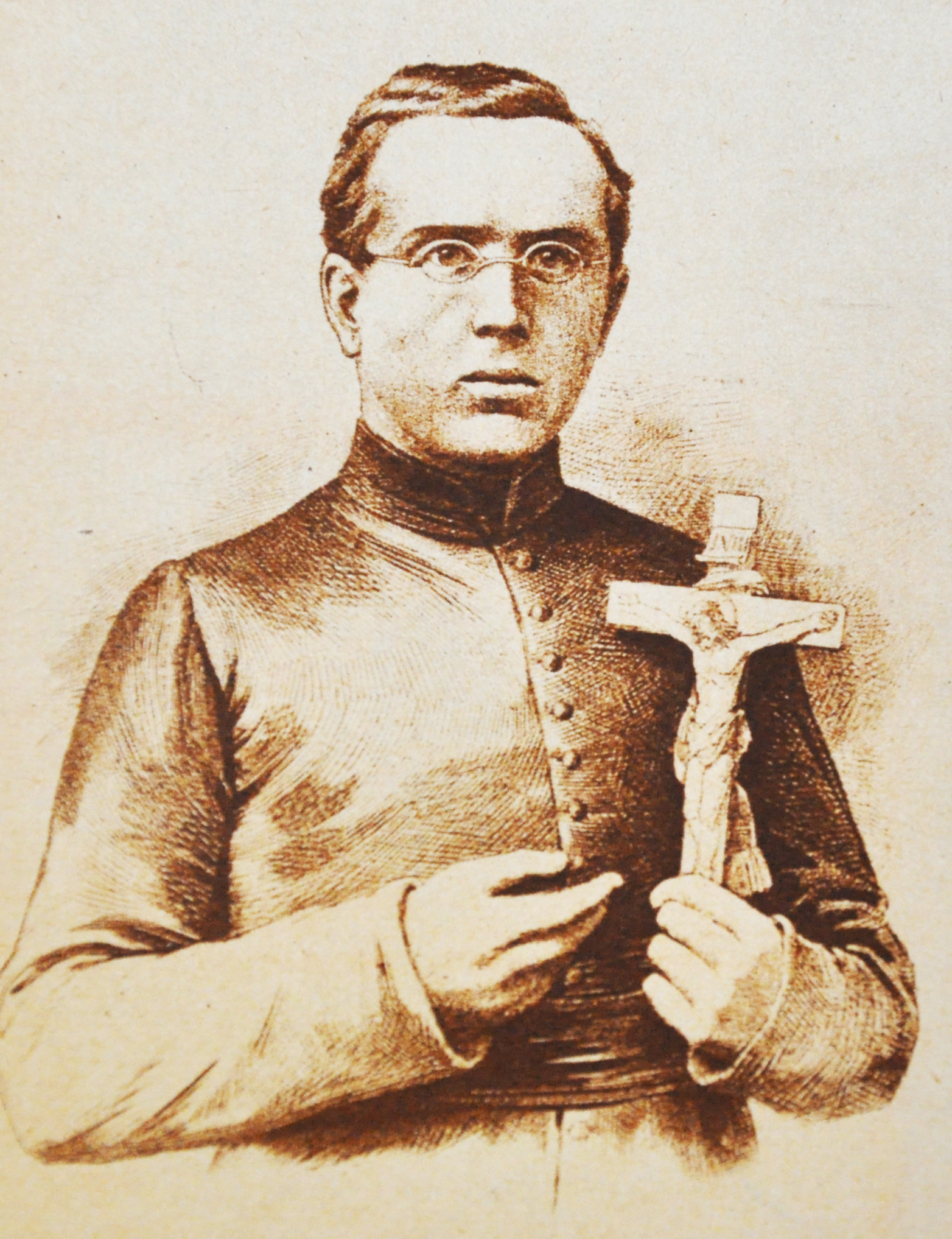
Damiano de Veuster

- Damiano Assanti, patriota e politico italiano
- Damiano Brigo, accademico italiano
- Damiano Caruso, ciclista su strada italiano
- Damiano Chiesa, militare e patriota italiano
- Damiano Cunego, ciclista su strada italiano
- Damiano Damiani, regista, saggista, attore e sceneggiatore italiano
- Damiano de Veuster, presbitero e missionario belga
- Damiano Ferronetti, calciatore italiano
- Damiano Lestingi, nuotatore italiano
- Damiano Longhi, calciatore e allenatore di calcio italiano
- Damiano Morra, calciatore e allenatore di calcio italiano
- Damiano Moscardi, calciatore italiano
- Damiano Pippi, pallavolista italiano
- Damiano Russo, attore italiano
- Damiano Tommasi, calciatore e dirigente sportivo italiano

### Variante Damian
- Damian Chapa, attore statunitense

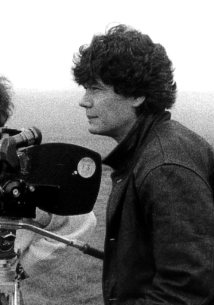
Damian Pettigrew

- Damian Cudlin, pilota motociclistico australiano
- Damian Lewis, attore e produttore cinematografico britannico
- Damian Lillard, cestista e rapper statunitense
- Damian Marley, cantante e musicista giamaicano
- Damian McGinty, cantante e attore irlandese
- Damian Pettigrew, regista canadese
- Damian Hartard von der Leyen, arcivescovo cattolico tedesco
- Damian Hugo von Schönborn-Buchheim, cardinale e vescovo cattolico tedesco

### Variante Damien

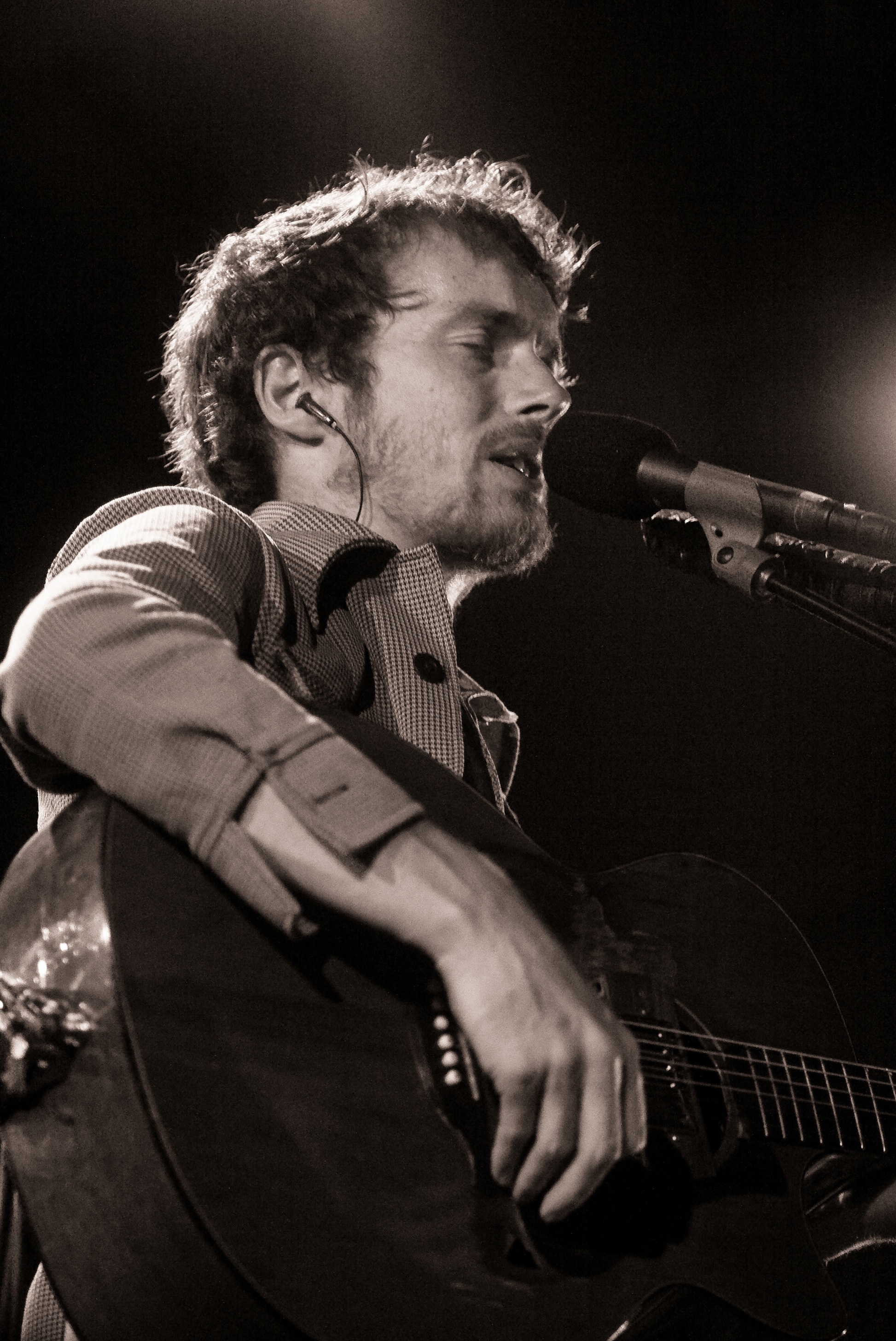
Damien Rice

- Damien Brunner, hockeista su ghiaccio svizzero
- Damien Duff, calciatore e allenatore di calcio irlandese
- Damien Hirst, artista e imprenditore britannico
- Damien Nazon, ciclista su strada francese
- Damien Rice, cantautore irlandese
- Damien Sargue, cantante francese
- Damien Wilkins, cestista statunitense

### Altre varianti
- Dem'jan Bednyj, poeta sovietico
- Damjan Đoković, calciatore croato
- Damián Escudero, calciatore argentino
- Damián Lanza, calciatore ecuadoriano
- Damjan Rudež, cestista croato

## Il nome nelle arti
- Damian è un personaggio della serie manga e anime I Cavalieri dello zodiaco.
- Damiano Bauer è un personaggio della soap opera CentoVetrine.
- Damien Scott è un personaggio della serie televisiva Strike Back.
- Damien Thorn è il nome dell'Anticristo nella saga cinematografica de Il presagio e nella serie televisiva tratta da essa Damien.
- Damian Wayne è un personaggio dei fumetti DC Comics.